# Vespadelus pumilus
Vespadelus pumilus — вид родини лиликових.

## Середовище проживання
Цей вид є ендеміком Австралії, де він був записаний у Квінсленді й Новому Південному Уельсі. Мешкає в багатьох вологих лісових місцях проживання. Лаштує сідала в дуплах дерев. Самиці народжують одного або двох дитинчат.  

## Загрози та охорона
Здається, немає серйозних загроз для цього виду. Очищення лісу для розвитку міста є загрозою в Новому Південному Уельсі. Цей вид зустрічаються в багатьох природоохоронних територіях.